# Mistrovství Evropy juniorů v ledním hokeji 1976
Mistrovství Evropy juniorů v ledním hokeji 1976 byl 9. ročník této soutěže. Turnaj hostila od 21. do 28. března československá města Kopřivnice a Opava. Od tohoto ročníku byl počet účastníků navýšen na osm (byť v něm nakonec vzhledem k okolnostem soutěžilo jen sedm mužstev). Naposledy se hrálo ve věkové kategorii do 19 let.

## Výsledky
Bulharsko se turnaje nezúčastnilo s odvoláním na chřipkovou epidemii mužstva. Úvodní zápas s Finy se neodehrál a Bulhary ve zbývajícím hracím plánu nahradila československá reprezentace do 18 let, vystupující pod hlavičkou  ČSSR B. Zápasy s domácím béčkem nebyly brány za oficiální utkání mistrovství. Utkání Bulharsko - Finsko bylo nahrazeno v programu utkáním ČSSR B s opavským hokejovým klubem (7:5).

### Základní skupiny
| Poř. | Tým    | URS | FIN   | POL  | TCH   | Z | V | R | P | Skóre | B |
| 1.   | SSSR   | —   | 6:1   | 9:2  | 4:2   | 2 | 2 | 0 | 0 | 14:4  | 4 |
| 2.   | Finsko | 1:6 | —     | 5:2  | nehr. | 2 | 1 | 0 | 1 | 6:8   | 2 |
| 3.   | Polsko | 2:9 | 2:5   | —    | 2:11  | 2 | 0 | 0 | 2 | 4:14  | 0 |
| N    | ČSSR B | 2:4 | nehr. | 11:2 | —     | — | — | — | — | —:—   | — |

| Poř. | Tým       | TCH | SWE | GER | SUI | Z | V | R | P | Skóre | B |
| 1.   | ČSSR      | —   | 4:3 | 5:3 | 8:1 | 3 | 3 | 0 | 0 | 17:7  | 6 |
| 2.   | Švédsko   | 3:4 | —   | 7:2 | 8:1 | 3 | 2 | 0 | 1 | 31:6  | 4 |
| 3.   | SRN       | 3:5 | 2:7 | —   | 7:5 | 3 | 0 | 1 | 2 | 12:17 | 2 |
| 4.   | Švýcarsko | 1:8 | 1:8 | 5:7 | —   | 3 | 0 | 0 | 3 | 7:23  | 0 |

### Skupiny o konečné umístění
Vzájemné výsledky ze základních skupin se započetly celkům i do skupin o konečné umístění.
| Poř. | Tým     | URS   | SWE   | FIN   | TCH   | Z | V | R | P | Skóre | B |
| 1.   | SSSR    | —     | 2:2   | (6:1) | 7:4   | 3 | 2 | 1 | 0 | 15:7  | 5 |
| 2.   | Švédsko | 2:2   | —     | 5:1   | (3:4) | 3 | 1 | 1 | 1 | 10:7  | 3 |
| 3.   | Finsko  | (1:6) | 1:5   | —     | 6:3   | 3 | 1 | 0 | 2 | 8:14  | 2 |
| 4.   | ČSSR    | 4:7   | (4:3) | 3:6   | —     | 3 | 1 | 0 | 2 | 11:16 | 2 |

| Poř. | Tým       | GER   | POL    | SUI   | TCH    | Z | V | R | P | Skóre | B |
| 5.   | SRN       | —     | 11:8   | (7:5) | 1:10   | 2 | 2 | 0 | 0 | 18:13 | 4 |
| 6.   | Polsko    | 8:11  | —      | 8:4   | (2:11) | 2 | 1 | 0 | 1 | 16:15 | 2 |
| 7.   | Švýcarsko | (5:7) | 4:8    | —     | 2:16   | 2 | 0 | 0 | 2 | 9:15  | 0 |
| N    | ČSSR B    | 10:1  | (11:2) | 16:2  | —      | — | — | — | — | —:—   | — |

 Bulharsko neúčastí automaticky sestoupilo z elitní skupiny.
pozn: publikace Stephan Müller: International Ice Hockey Encyclopaedia: 1904 – 2005. uvádí výsledek u utkání skupiny o 5.-7. místo SRN-Polsko 11:5. V tabulce uvedený výsledek 11:8 referuje server hockey365.celeonet.fr a potvrzuje jej i dobový výtisk Rudého práva. Deník Čs. sport uvádí rovněž výsledek 11:8 včetně výsledků třetin a jmen střelců branek.

## Turnajová ocenění
|                        | Brankář         | Obránce           | Obránce           | Útočník            | Útočník            | Útočník            |
| ---------------------- | --------------- | ----------------- | ----------------- | ------------------ | ------------------ | ------------------ |
| Ceny direktoriátu IIHF | Pelle Lindbergh | Vjačeslav Fetisov | Vjačeslav Fetisov | Valerij Jestifejev | Valerij Jestifejev | Valerij Jestifejev |

### Produktivita
|                  | G  | A | B  |
| ---------------- | -- | - | -- |
| Ernst Höfner     | 10 | 2 | 12 |
| Holger Meitinger | 5  | 6 | 11 |
| Hans Särkijärvi  | 6  | 4 | 10 |
| Gerd Truntschka  | 2  | 7 | 9  |
| Mihails Šostak   | 4  | 3 | 7  |

## Mistři Evropy - SSSR
Brankáři: Alexandr Loginov, Alexandr Tyžnych

Obránci: Vjačeslav Fetisov, Vasilij Pajusov, Michail Slipčenko, Sergej Starikov, Vladimir Zubkov, German Kuljev, Irek Gimajev

Útočníci: Ivan Avdějev, Alexandr Kabanov, Vladimir Gordějev, Sergej Tukmašev, Viktor Ťumeněv, Michail Šostak, Alexejs Frolikov, Igor Romašin, Valerij Jevstifejev, Igor Kapustin, Michail Toločko.

## Československá reprezentace
Brankáři : Pavol Švárny, Karel Lang

Obránci: Ivan Horák, Lubomír Oslizlo, Jozef Klejna, Zdeněk Venera, Jaroslav Kůrovec, Milan Mokroš, Jiří Seidl

Útočníci: Jaroslav Korbela, Peter Ihnačák, Jozef Lukáč, Jaroslav Hübl, Jindřich Kokrment, Pavel Hrubý, Václav Kašpar, Jiří Kopecký, Jiří Jána, Marián Bezák, Ľubomír Juriga.

## B skupina
Šampionát B skupiny se odehrál v Bukurešti a v Ploješti v Rumunsku, postup na mistrovství Evropy juniorů 1977 si vybojovali domácí.
1.  Rumunsko

2.  Jugoslávie

3.  Rakousko

4.  Norsko

5.  Dánsko

6.  Francie

7.  Itálie

8.  Maďarsko

9.  Španělsko